# Acacia orthocarpa
Acacia orthocarpa — вид квіткових рослин з родини бобових. Ареал: Австралія (Північна територія, Квінсленд, Західна Австралія), Індія.

## Середовище
Зустрічається на скелястих пагорбах, вздовж скелястих струмків і на піщаних рівнинах, що ростуть у скелетних піщаних або суглинних ґрунтах як частина лісів савани та відкритих чагарникових угруповань евкаліпта, як правило, з підліском із трави spinifex.

## Біоморфологічна характеристика
Прямовисний, розлогий і веретеноподібний кущ або невелике дерево зазвичай виростає у висоту від 0,9 до 4 метрів із дифузним і часто плакучим типом, але іноді рослина може бути кущистою й низькорозкидистою. Він має темно-сіру або сіро-коричневу кору, яка може бути гладкою або лускатою. Коричневі, злегка кутасті гілочки голі, мають непомітні виступи та очевидні сочевички. Вічнозелені, голі філодії є прямими або вигнутими, мають довжину від 2,5 до 15,5 см і ширину від 0,5 до 1 мм з двома напіввиступаючими бічними жилками, а решта непомітна. Цвіте з березня по квітень або з червня по липень, утворюючи жовті квітки, а іноді навіть у листопаді, і вважається, що він зацвіте в будь-який час після великомасштабних дощів. Циліндричні квіткові колоски мають довжину від 0,9 до 3,2 см і нещільно упаковані жовтими квітками. Після цвітіння утворюються дерев'яні стручки, які зазвичай мають форму від прямолінійної до зворотноланцетної і звужуються до основи. Стручки прямобокі або злегка двоопуклі, довжиною від 3 до 10 см і шириною від 3 до 8 мм з поздовжніми жилками.